# Idiopragieformel
Als Idiopragieformel (von altgriechisch ἰδιοπραγία idiopragía „Betreiben seiner eigenen Angelegenheiten“) bezeichnet man in der modernen philosophiegeschichtlichen Fachliteratur die von Platon stammende Definition der Gerechtigkeit. Danach besteht Gerechtigkeit darin, dass jeder nur seine eigenen Aufgaben erfüllt.

## Platons Begriffsverwendung
Das Wort „Idiopragie“ ist wohl von Platon neu geprägt worden. Platons Begriffsverwendung unterscheidet sich aber fundamental von der modernen. Das Wort ist bei ihm nur an einer einzigen Stelle – im Dialog Nomoi – belegt. Dort verwendet er es nicht zur Bezeichnung der Gerechtigkeit, sondern in einem gegenteiligen, negativen Sinn: Betreiben eigener Angelegenheiten als Tätigkeit eines egoistischen Machthabers, der seine persönlichen Interessen auf Kosten des Gemeinwohls verfolgt. Solche Idiopragie ist für Platon der Inbegriff der Ungerechtigkeit. Erst in der modernen Fachliteratur hat „Idiopragie“ die entgegengesetzte Bedeutung angenommen: Betreiben eigener Angelegenheiten im Sinne einer gerechten Beschränkung auf den eigenen Zuständigkeitsbereich, also eines Verzichts auf Übergriffe. Diese Wortbedeutung gibt zwar Platons Vorstellung von Gerechtigkeit wieder, steht aber in scharfem Gegensatz zu seiner Verwendung des Begriffs „Idiopragie“.

## Idiopragie als Gerechtigkeit
Platon erläutert sein Gerechtigkeitskonzept in seinem Dialog Politeia. Nach seinem heute als „Idiopragieformel“ bezeichneten Grundsatz ist innerhalb einer Ganzheit (des Kosmos, des Staats oder der Seele) dann Gerechtigkeit gegeben, wenn zwischen den Teilen der Ganzheit ein angemessenes, naturgemäßes Verhältnis besteht. Dies ist dann der Fall, wenn jeder Teil nur genau die Funktion erfüllt, die ihm gemäß seiner besonderen Beschaffenheit zukommt. Dazu gehört insbesondere, dass der von Natur aus zur Lenkung des Ganzen befähigte Teil tatsächlich die Führung übernimmt und dass sich ihm die übrigen Teile unterordnen. Wenn ein Teil sich etwas anmaßt, was ihm von Natur aus nicht zusteht, und sich in fremde Zuständigkeiten einmischt, resultieren Zerwürfnis, Unordnung und Verwirrung. Das ist Ungerechtigkeit. Wenn jeder Teil seiner spezifischen Bestimmung nachkommt, erhält das Ganze einen harmonischen Charakter und kann seinerseits seine Bestimmung als Ganzes optimal erfüllen.
Im Kosmos, dessen Bestandteile ein weiser Schöpfer, der Demiurg, umsichtig geordnet hat, ist die Gerechtigkeit auf vorbildliche Weise eingerichtet. Dem Menschen obliegt es, in seinem Zuständigkeitsbereich ebenfalls die optimale Ordnung unter den einzelnen Elementen zu verwirklichen. Dies gilt sowohl für das Verhältnis der verschiedenen Teile der menschlichen Seele untereinander als auch für die Beziehungen zwischen den Staatsbürgern in der Polis.
In dem utopischen, vom Gerechtigkeitsprinzip geleiteten Idealstaat, den Platon im Dialog Politeia schildert, ist Gerechtigkeit im Sinne der Idiopragieformel durch die Ständeordnung verwirklicht. Die Bürgerschaft ist in drei Stände gegliedert: den Handwerker- und Bauernstand, den Stand der Wächter und den Stand der Philosophenherrscher. Jeder Bürger erfüllt nur die Aufgaben, die seinem Stand entsprechen. Die Standeszugehörigkeit ist nicht erblich, sondern jeder wird dem Stand zugeteilt, der seiner Veranlagung und Befähigung entspricht. Wenn jeder sich an die Idiopragieformel hält, kommen alle Erträge der Arbeit reichlicher, schöner und leichter zustande. Dies bringt sowohl der Gemeinschaft als auch jedem einzelnen Bürger Vorteile.    
Aristoteles kritisiert zwar Platons Entwurf eines Idealstaats, stimmt aber der Idiopragieformel grundsätzlich zu, indem er feststellt, dass in einem optimal eingerichteten Staat jeder Bürger die ihm zugewiesene Aufgabe gut verrichten müsse.